# Suberină

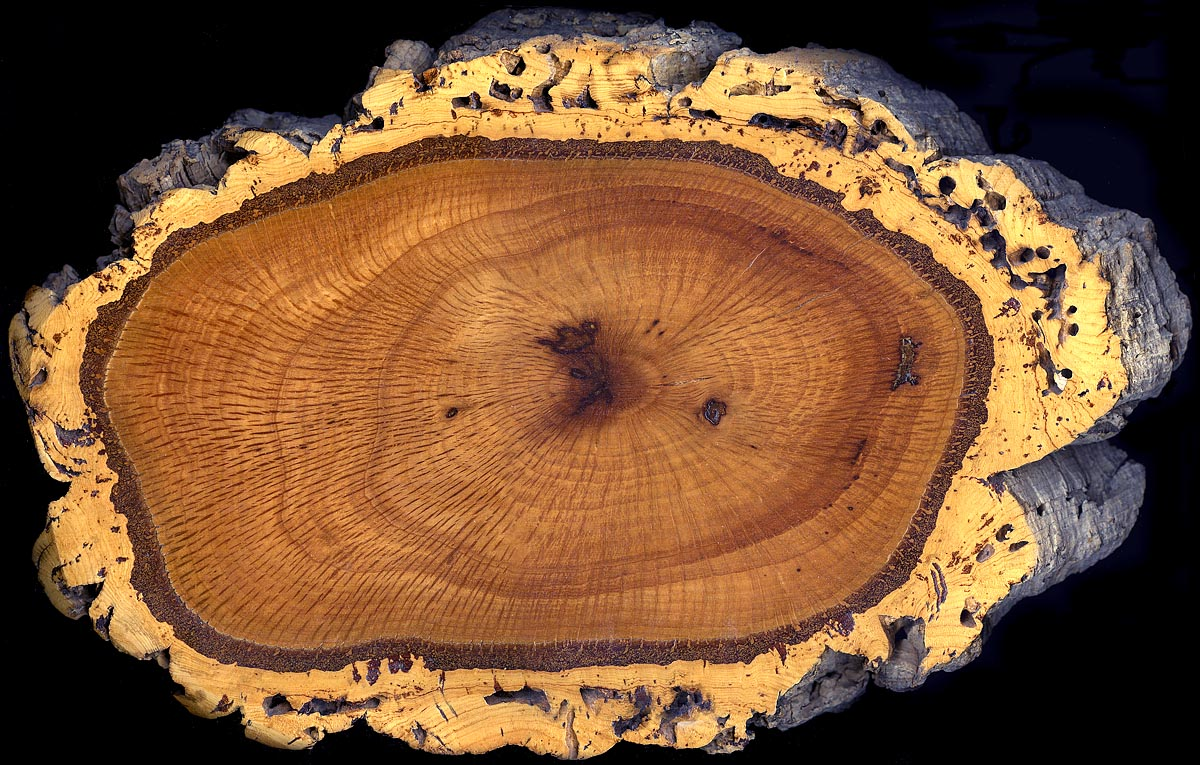
Straturile externe de suberină, secțiune prin trunchiul unui stejar de plută

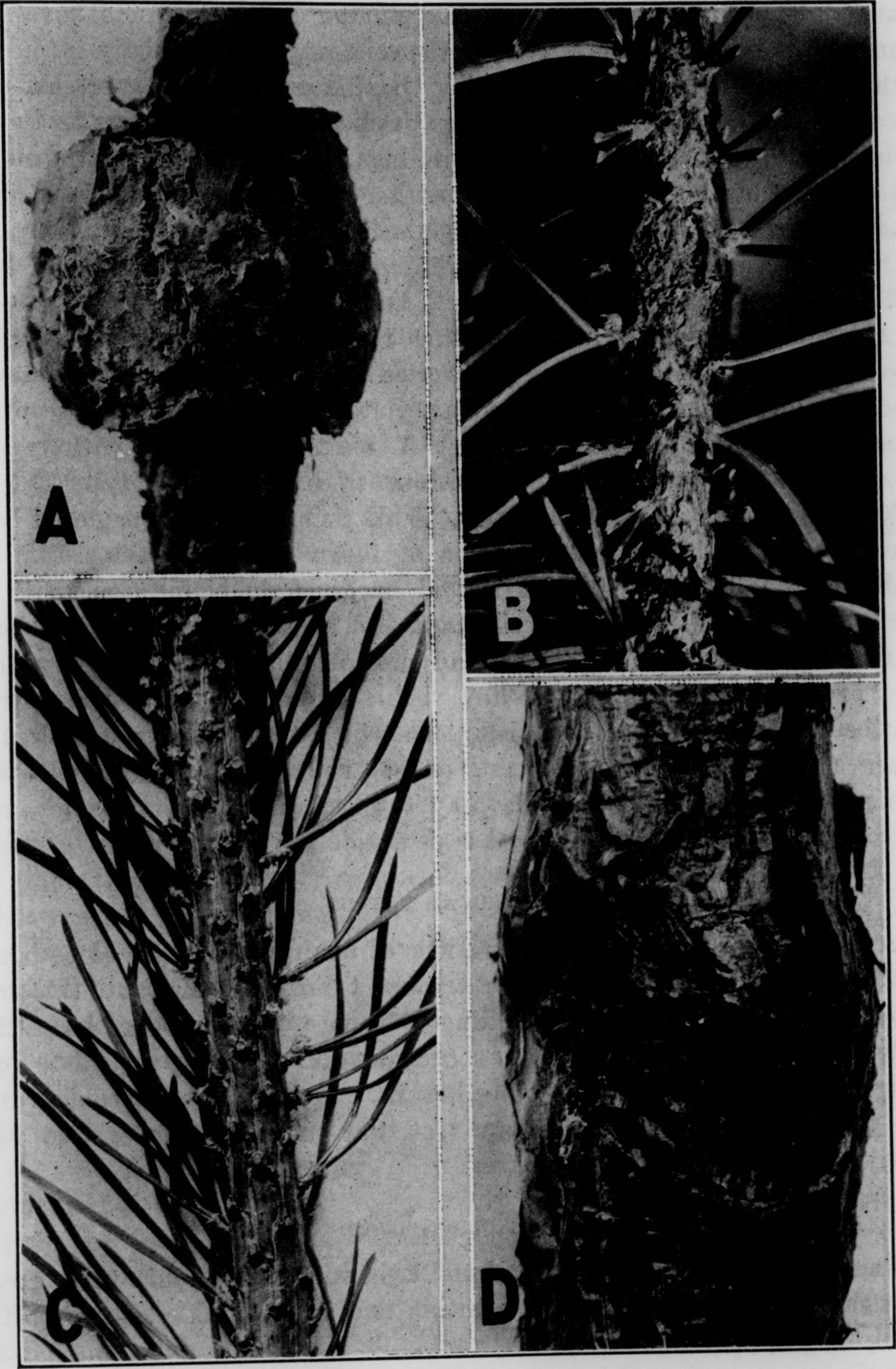

Suberina, cutina și ligninele sunt macromolecule complexe ale peretelui celular al epidermei și peridermei plantelor superioare, care formează o barieră de protecție. Suberina în particular este un biopolimer poliesteric complex, de natură lipofilă, și este compusă din acizi grași cu lanț lung, numiți acizi de suberină, și glicerol. Suberinele și ligninele sunt considerate ca fiind legate covalent de lipide și, respectiv, de carbohidrați, iar lignina este legată covalent de suberină și, într-o măsură mai mică, de cutină.  Suberina este un constituent major al plutei și este denumită după stejarul de plută, Quercus suber. Funcția sa principală este aceea de barieră în calea mișcării apei și a solurilor.